# Hilde Mæhlum
Hilde Mæhlum, född 19 mars 1945 i Heddal i Notuddens kommun, är en norsk skulptör.
Hilde Mæhlum utbildade sig på Statens håndverks- og kunstindustriskole i Oslo 1965-68, Statens Kunstakademi i Oslo 1968-75, Dublin College of Art and Design 1976 samt State University of New York 1989-90.

## Offentliga verk i urval

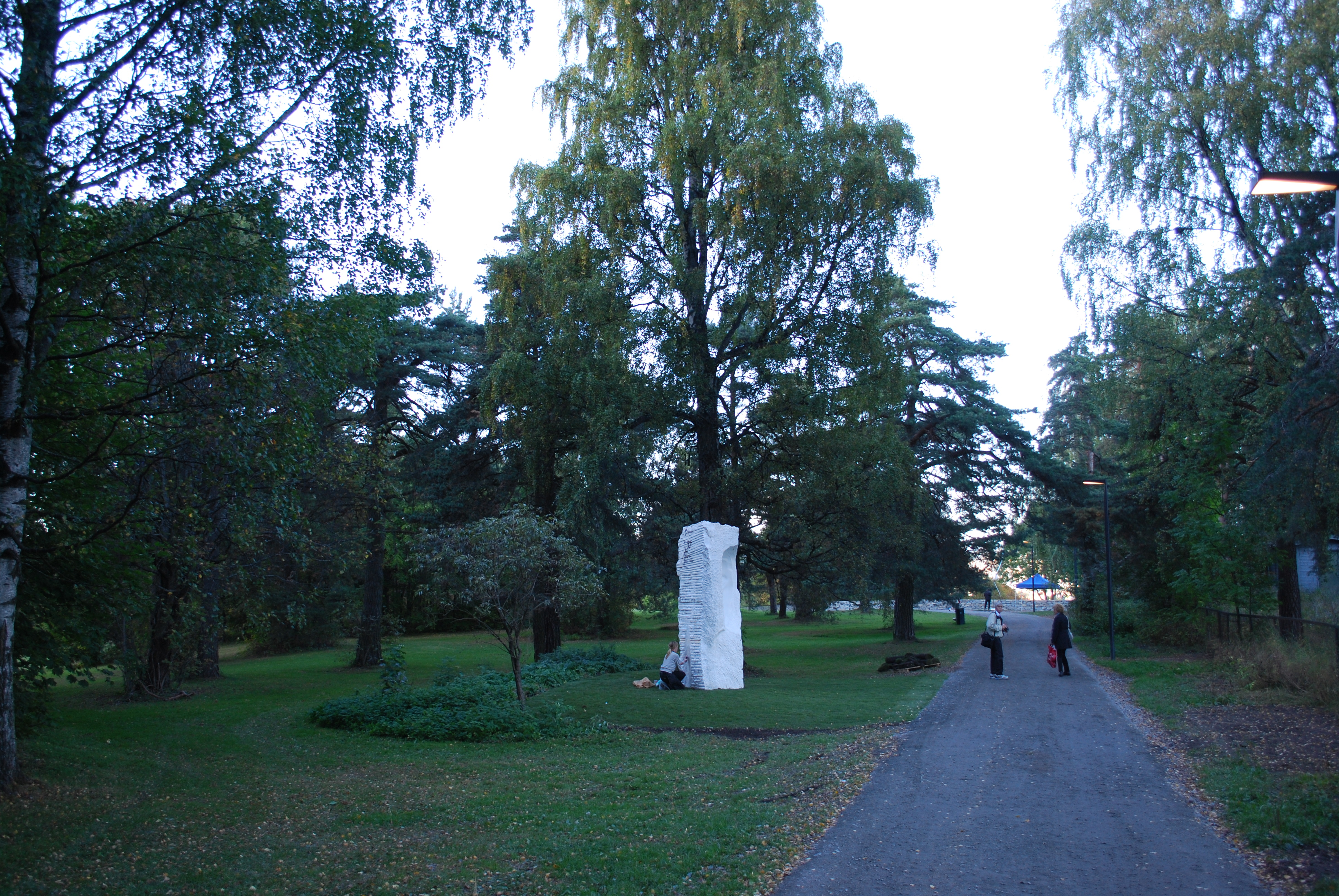
Konkavt ansikt i Ekebergsparkens skulpturpark.

- Maskebærere, skulpturparken på Bærums Verk
- Karyatide, skulpturparken på Bærums Verk
- Dröm, skulpturparken på Bærums Verk
- Årvåken, Mosvannsparken, utanför Rogaland Kunstmuseum i Stavanger
- Innsyn II, granit, utanför NBF på Hekkveien 5 i Oslo
- Konkavt ansikt, marmor, 2006, i Ekebergparken skulpturpark i Oslo